# Tommy Wieringa
Tommy Wieringa (Goor, 1967. május 20. –) holland író. 2006-ban Ferdinand Bordewijk-díjat kapott Joe Speedboot (2005) című regényéért, 2013-ban Libris-díjat a Dit zijn de namen (Ezek az ő neveik, 2012) című regényéért. 2018-ban elnyerte a Bookspot Literatuurprijs díjat De heilige Rita (Szent Rita) című regényéért. De dood van Murat Idrissi (Murat Idrissi halála) című regényét Sam Garrett hollandról fordította 2019-ben a Nemzetközi Booker-díjra jelölték.

## Könyvei
- 1995 Dormantique's manco}}[3]
- 1997 Amok[3]
- 2002 Alles over Tristan[3]
- 2005 Joe Speedboot;[3]
- 2005 Pleidooi voor de potscherf[3]
- 2006 Ik was nooit in Isfahaan[3]
- 2009 Caesarion;[3]
- 2010 Alles over Tristan[3]
- 2010 Ga niet naar zee[3]
- 2010 Omdat hij het was, omdat ik het was[3]
- 2012 Dit zijn de namen[3]
- 2014 Een mooie jonge vrouw[3]
- 2017 De dood van Murat Idrissi[3]
- 2017 De heilige Rita[3]
- 2019 Dit is mijn moeder[3]
- 2020 Gedachten over onze tijd (rovatok)
- 2023 Nirwana

### Magyarul megjelent
- Szép, fiatal feleségem (Een mooie jonge vrouw) – Libri, Budapest, 2015 · ISBN 9789633104736 · Fordította: Wekerle Szabolcs
- Ezek az ő neveik (Dit zijn de namen) – Libri, Budapest, 2015 · ISBN 9789633103968 · Fordította: Wekerle Szabolcs
- Szent Rita (De heilige Rita) – Libri, Budapest, 2021 · ISBN 978-963-676-801-0 · Fordította: Wekerle Szabolcs

## Fordítás
- Ez a szócikk részben vagy egészben  a   Tommy Wieringa című angol Wikipédia-szócikk fordításán alapul.  Az eredeti cikk szerkesztőit annak laptörténete sorolja fel. Ez a jelzés csupán a megfogalmazás eredetét és a szerzői jogokat jelzi, nem szolgál a cikkben szereplő információk forrásmegjelöléseként.